# Гољевица
Гољевица (словен. Goljevica, итал. Golièvizza) је насељено место у општини Канал об Сочи, Горишка регија, Словенија.

## Историја
До територијалне реорганизације у Словенији била је у саставу старе општине Нова Горица. Као самостално насеље, Гољевица постоји од 2006. године. Настала је издвајањем дела из насеља Анхово.

## Становништво
У попису становништва из 2011. године, Гољевица је имала 36 становника.
| Број становника према пописима |
| ------------------------------ |
| 2011                           |
| 36                             |

Напомена: Године 2006. настала издвајањем дела из насеља Анхово.